# تخطيط إستراتيجي
التخطيط الاستراتيجي (بالإنجليزية: Strategic planning)‏ هو عملية تحديد المنظمة لاستراتيجيتها أو اتجاهها، واتخاذ القرارات بشأن تخصيص مواردها لمتابعة هذه الاستراتيجية. يمكن أن يتسع المفهوم أيضًا إلى آليات التحكم لتوجيه تنفيذ الاستراتيجية. أصبح التخطيط الاستراتيجي بارزًا في الشركات خلال الستينيات من القرن العشرين وما يزال جانبًا مهمًا في الإدارة الاستراتيجية. يُنفّذ من قبل المخططِّين الاستراتيجيين أو الاختصاصيين الاستراتيجيين، الذين يشملون العديد من الأطراف ومصادر البحوث في تحليلهم للمنظمة وعلاقتها بالبيئة التي تتنافس فيها.
للاستراتيجية العديد من التعريفات، ولكنها تتضمن عمومًا وضع أهداف إستراتيجية وتحديد الإجراءات لتحقيق الأهداف وحشد الموارد لتنفيذ الإجراءات. تصف الاستراتيجية كيف ستُحَقَّق الغايات (الأهداف) بالوسائل (الموارد). تُكلَّف القيادة العليا للمنظمة عمومًا بتحديد الاستراتيجية. يمكن التخطيط للاستراتيجية (عن قصد) أو يمكن ملاحظتها كنمط نشاط (ناشئ) بتكيّف المؤسسة مع بيئتها أو تنافسها.
تشمل الاستراتيجية عمليات الصياغة والتنفيذ، فيساعد التخطيط الاستراتيجي على التنسيق بين الاثنين. ومع ذلك، التخطيط الاستراتيجي تحليلي بطبيعته (أي يتضمن «العثور على النقاط»)، يشمل تكوين الاستراتيجية بحد ذاته التركيب (أي «توصيل النقاط») عبر التفكير الاستراتيجي. على هذا النحو، يتمحور التخطيط الاستراتيجي حول نشاط تشكيل الاستراتيجية.

## العملية

### نظرة عامة
التخطيط الاستراتيجي عملية، لذا فإن له مدخلات وأنشطة ومخرجات ونتائج. هذه العملية، مثلها مثل جميع العمليات، لها قيود. يمكن أن تكون رسمية أو غير رسمية وعادة ما تكون تكرارية، مع حلقات تغذية راجعة طوال العملية. قد تكون بعض عناصر العملية مستمرة وقد تُنفّذ عناصر أخرى كمشاريع منفصلة لها بداية ونهاية محددة خلال فترة ما. يوفر التخطيط الاستراتيجي مدخلات للتفكير الاستراتيجي الذي يوجّه بدوره تشكيل الاستراتيجية الفعلية. تشمل جهود التخطيط الاستراتيجي النموذجي تقييم مهمة المنظمة والقضايا الاستراتيجية لتعزيز الممارسات الحالية وتحديد الحاجة إلى برمجة جديدة. والنتيجة النهائية هي إستراتيجية المنظمة، بما في ذلك تشخيص البيئة والوضع التنافسي وسياسة توجيهية بشأن ما تنوي المنظمة إنجازه والمبادرات أو خطط العمل الرئيسة لتحقيق السياسة التوجيهية.
كتب مايكل بورتر في عام 1980 أن صياغة إستراتيجية تنافسية تشمل النظر في أربعة عناصر رئيسة:
1. نقاط القوة والضعف للشركة.
2. القيم الشخصية للمنفذين الرئيسين (أي الإدارة والمجلس).
3. فرص الصناعة والتهديدات.
4. توقعات مجتمعية أوسع.[4]

يتعلق العنصران الأوليان بعوامل داخلية للشركة (أي البيئة الداخلية)، في حين يرتبط العنصران الأخيران بعوامل خارج الشركة (أي البيئة الخارجية). يُنظر في هذه العناصر خلال عملية التخطيط الاستراتيجي.

### المدخلات
تُجمع البيانات من مجموعة متنوعة من المصادر، مثل المقابلات مع المسؤولين التنفيذيين الرئيسين ومراجعة الوثائق المتاحة بشكل عام حول المنافسة أو السوق أو البحوث الأولية (مثل زيارة أماكن عمل منافس أو مراقبتها أو مقارنة الأسعار) ودراسات الصناعة، إلخ. قد تكون جزءًا من برنامج الذكاء التنافسية. تُجمع المدخلات للمساعدة في دعم فهم البيئة التنافسية وفرصها ومخاطرها. تشمل المدخلات الأخرى فهم قيم أصحاب المصلحة الرئيسين، مثل مجلس الإدارة والمساهمين والإدارة العليا. يمكن أن تُلتقَط هذه القيم من رؤية مهام المنظمة وبياناتها.

### الأنشطة
تشمل أنشطة التخطيط الاستراتيجي اجتماعات وغيرها من الاتصالات بين قادة المنظمة وموظفيها لتطوير فهم مشترك فيما يتعلق بالبيئة التنافسية وما ينبغي أن تكون استجابة المنظمة لتلك البيئة (استراتيجيتها). يمكن استكمال مجموعة متنوعة من أدوات التخطيط الاستراتيجي (الموضحة في القسم في الأسفل) ضمن أنشطة التخطيط الاستراتيجي.
قد يكون لدى قادة المنظمة سلسلة من الأسئلة التي يريدون الإجابة عليها في صياغة الاستراتيجية وجمع المدخلات، مثل:
- ما عمل المنظمة أو اهتمامها؟
- ما الذي يُعتبَر «قيمة» بالنسبة للعميل أو الجمهور؟
- ما المنتجات والخدمات التي يجب تضمينها أو استبعادها من مجموعة العروض؟
- ما النطاق الجغرافي للمنظمة؟
- ما الذي يميز المنظمة عن منافسيها في نظر العملاء وأصحاب المصلحة الآخرين؟
- ما المهارات والموارد التي يجب تطويرها داخل المنظمة؟[5][1]

### المخرجات
يتضمن مخرج التخطيط الاستراتيجي الوثائق والتواصل الذي يصف إستراتيجية المنظمة وكيفية تنفيذها، ويشار إليها أحيانًا باسم الخطة الاستراتيجية. قد تشمل الاستراتيجية تشخيص الموقف التنافسي وسياسة إرشادية لتحقيق أهداف المنظمة وخطط عمل محددة ليتم تنفيذها. يمكن أن تغطي الخطة الاستراتيجية عدة سنوات وتُحدّث دوريًا.
قد تستخدم المنظمة مجموعة متنوعة من طرق قياس ومراقبة التقدم المُحرَز نحو تحقيق الأهداف الاستراتيجية والتدابير الموضوعة، مثل بطاقة النتائج المتوازنة أو خريطة الاستراتيجية. قد تخطط الشركات أيضًا بياناتها المالية (مثل الميزانيات العمومية وبيانات الدخل والتدفقات النقدية) عدة سنوات عند وضع خطتها الاستراتيجية، ضمن نشاط تحديد الأهداف. غالبًا ما يُستخدم مصطلح الميزانية التشغيلية لوصف الأداء المالي المتوقع للمؤسسة للعام المقبل. غالبًا ما تشكل ميزانيات رأس المال العمود الفقري للخطة الاستراتيجية، بالأخص لأنها ترتبط بتزايد بتكنولوجيا المعلومات والاتصالات (آي سي تي).

### النتائج
في حين تنتج عملية التخطيط مخرجات، كما هو موضح في الأعلى، فإن تنفيذ الاستراتيجية أو إجراء الخطة الاستراتيجية ينتج عنها نتائج. سوف تختلف هذه النتائج بشكل ثابت عن الأهداف الاستراتيجية. سيحدد مدى قربها من الأهداف والرؤية الاستراتيجية مدى نجاح الخطة الاستراتيجية أو فشلها. ستنشأ أيضًا نتائج غير مقصودة تجب مراعاتها وفهمها لتطوير الاستراتيجية وتنفيذها لتكون عملية تعليمية حقيقية.